# Mellicta parthenope
Mellicta parthenope är en fjärilsart som beskrevs av Ménétriés 1855. Mellicta parthenope ingår i släktet Mellicta och familjen praktfjärilar. Inga underarter finns listade i Catalogue of Life.